# XHPR-FM (Poza Rica, Veracruz)
XEPR-AM và XHPR-FM ở Poza Rica, Veracruz là đài phát thanh kết hợp AM/FM phát sóng trên tần số 1020 kHz và 102.7 MHz.

## Lịch sử
XEPR bắt đầu phát sóng vào ngày 17 tháng 3 năm 1953. Các studio ban đầu có một bức tranh tường của Teodoro Cano García mô tả lịch sử của dầu mỏ. Đài đã được cấp tần số kết hợp FM vào năm 1994.
Vào tháng 2 năm 2021, Éxtasis Digital đã chuyển sang XHCOV-FM 105.9 do Grupo Radiorama đã công bố bán XHPR-FM và XHPW-FM cho Marcos López Zamora, chủ sở hữu của XHRIC-FM 101.9, người đã ngay lập tức tiếp quản hoạt động của cả hai  tần số.
Vào ngày 21 tháng 3, vài tuần sau khi mua, định dạng lãng mạn FM Globo của MVS Radio bắt đầu.